# Hermen Rode

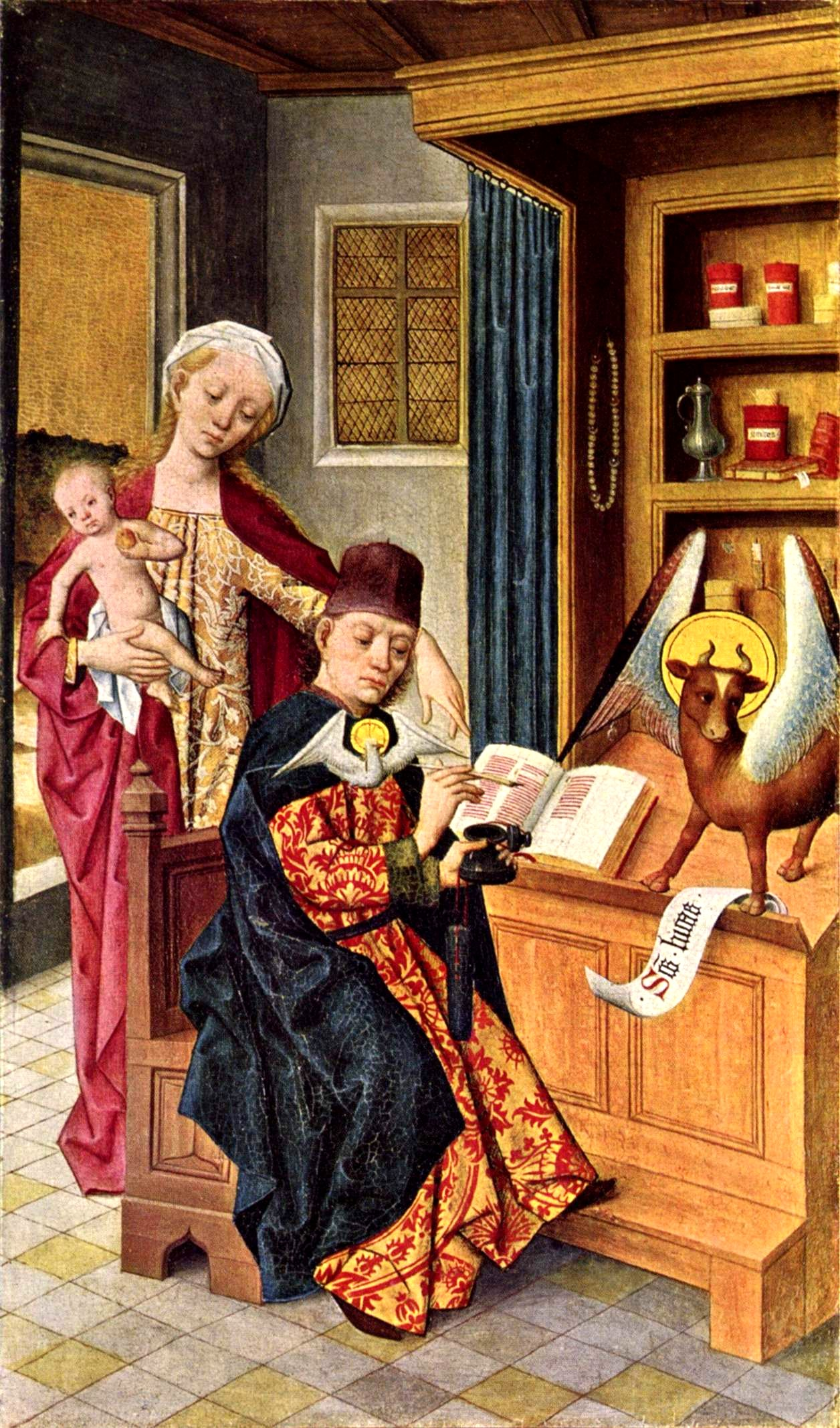
Hermen Rodes Lukasaltare i Lübeck.

Hermen Rode, död cirka 1504, var en tysk målare under 1400-talets slut, bosatt i Lübeck.

## Konstnärskap
Rodes var verksam från cirka 1468 mest kända arbeten är Lukasaltaret i Lübeck från 1484 och altaret i Mariakyrkan i samma stad. Det senare från 1501 är det sista verk man känner till av Rode. Arbeten av Rode eller från hans ateljé finns även i Reval och Schwerin. I Sverige utförde han flygelmålningarna på Storkyrkans altarskåp av Bernt Notke 1468; Rodes målningar är dock möjligen utförda senare, på 1480-talet. Han utförde även helgonmålningar på ett skåp från Salems kyrka (cirka 1480) och från Sorunda kyrka (cirka 1490). De tre senare altarskåpen finns idag utställda på Statens historiska museum.  